# The Last Dragon (1985)
The Last Dragon is een Amerikaanse komische martialarts-muziekfilm uit 1985 geregisseerd door Michael Schultz. De film werd geproduceerd door Rupert Hitzig en Berry Gordy en gemaakt door de productiemaatschappijen Motown Productions en Delphi III Productions. De distributie verloopt via Tri-Star Pictures.

## Verhaal
Student Leroy Green leert vechtkunsten ergens in New York. Zijn bijnaam is Bruce Leeroy want zijn streefdoel is even goed te worden als zijn idool Bruce Lee. Volgens zijn leraar is zijn training bijna afgelopen en is hij klaar voor de laatste opleiding: The Last Dragon. Er wordt gezegd dat vechtsporters die die laatste opleiding met succes beëindigen, zich zo kunnen concentreren dat hun handen omwille van een mysterieuze energie oplichten. Zij die die energie ook volledig beheersen, kunnen zelfs hun volledige lichaam laten gloeien.
Leroy is in bezit van een afgebroken amulet waarvan wordt gezegd dat het ooit eigendom was van Bruce Lee. Hij gaat op zoek naar Sum Dum Goy die de andere helft zou bezitten. Volgens zijn leraar kan Sum Dum Goy helpen om Leroy "de volledige gloed" te laten beheersen.
Sho'nuff - de shogun van Harlem - is ook op zoek naar "de volledige gloed" en ziet Leroy als een obstakel en daagt hem uit voor een gevecht, maar Leroy weigert. Sho'nuff gaat met enkele van zijn leerlingen naar de gevechtsschool van Leroy en eist dat die leerlingen voor hem buigen, maar Leroy laat dat niet toe. Daarop vernielt Sho'noff en zijn bende de pizzeria van Leroys ouders.
Elders laat Eddie Arkadian de bekende VJ Laura Charles ontvoeren. Laura is eigenares van "7th Heaven" dat muziekprogramma’s produceert. Zijn doel is om Laura te overtuigen om de minderwaardige muziekvideo's van zijn vriendin Angela Viracco uit te zenden via Laura’s programma. De ontvoering mislukt daar Leroy toevallig getuige is en de ontvoerders met zijn gevechtskunst overmeesterd. Tijdens dat gevecht verliest hij zijn amulet. Later wordt Laura nogmaals ontvoerd door Arkadian zijn bende. Leroy ontdekt waar Laura gevangen wordt gehouden en redt haar. Tijdens haar gevangenschap heeft Laura het amulet gevonden en geeft dit terug aan Leroy.
Arkadian wil wraak en huurt Sho'nuff in om af te rekenen met Leroy. Zelf neemt hij de controle over "7th Heaven". Daarbij wordt Laura nogmaals gevangengenomen tezamen met Richie, de jongere broer van Leroy.
Verkleed als pizzabezorger infiltreert Leroy in het gebouw waar Sum Dum Goy zich zou bevinden, maar hij ontdekt dat laatstgenoemde een computer is die de teksten afprint die in gelukskoekjes worden toegevoegd. Hij vertelt deze ontdekking aan zijn meester, maar die is van mening dat Leroy "alle antwoorden reeds kent".
Angela wil niet dat er gewonden vallen en licht Leroy in. Leroy gaat in tegenaanval, maar hij loopt in een hinderlaag van Arkadian en dient een gevecht aan te gaan met Sho'nuff.
Sho'nuff onthult dat hij "de gloed" kan gebruiken: daarop lichten zijn handen op in een rood aura en vuurt dit af op Leroy. Door de impact krijgt Leroy een visioen waardoor hij weet hoe "de volledige gloed" te gebruiken en wordt zijn gehele lichaam omhult door een gouden gloed. Via zijn nieuwe krachten verslaat hij Sho'nuff.
Arkadian verschijnt en vuurt met zijn geweer een kogel af op Leroy. Leroy kan deze kogel opvangen met zijn tanden. De politie arriveert en arresteert Arkadian.

## Rolverdeling
| Acteur                | Personage                      |
| --------------------- | ------------------------------ |
| Taimak                | Leroy Green / Bruce Leeroy     |
| Vanity                | Laura Charles                  |
| Julius Carry          | "Sho'nuff" / Shogun van Harlem |
| Christopher Murney    | Eddie Arkadian                 |
| Leo O'Brien           | Richie Green                   |
| Faith Prince          | Angela Viracco                 |
| Glen Eaton            | Johnny Yu                      |
| Thomas Ikeda          | Leroy's moeder                 |
| Jim Moody             | Leroy's vader                  |
| Mike Starr            | "Rock"                         |
| Andre D. Brown        | "Beast"                        |
| David Claudio         | "Cyclone"                      |
| Kirk Taylor           | "Crunch"                       |
| Lisa Loving           | vrouw                          |
| Ernie Reyes Jr.       | taxibestuurder                 |
| Queen Esther Marrow   | Mama Green                     |
| Keshia Knight Pulliam | Sophia Green                   |
| Jamal Mason           | Roy                            |
| B.J. Barie            | Jackie                         |
| Ariel Reed            | gangster                       |
| Chazz Palminteri      | gangster                       |
| William H. Macy       | J.J.                           |
| Carl Anthony Payne II | klant in pizzeria              |
| London Reyes          | danser                         |
| Jeffrey Dawson        | beveiligingsagent              |

## Nominaties
| Wedstrijd                    | Categorie                           | Ontvanger(s)                                                     | Resultaat   | Ref.  |
| ---------------------------- | ----------------------------------- | ---------------------------------------------------------------- | ----------- | ----- |
| Golden Raspberry Awards 1985 | Worst Original Song                 | Norman Whitfield en Bruce Miller voor het lied "The Last Dragon" | Genomineerd | [ 8 ] |
| Golden Raspberry Awards 1985 | Worst Original Song                 | Bill Wolfer en Vanity voor het lied "7th Heaven"                 | Genomineerd | [ 8 ] |
| Golden Globe                 | Best Original Song - Motion Picture | Diane Warren voor het lied "Rhythm of the Night"                 | Genomineerd |       |